# Masakr v Parošli

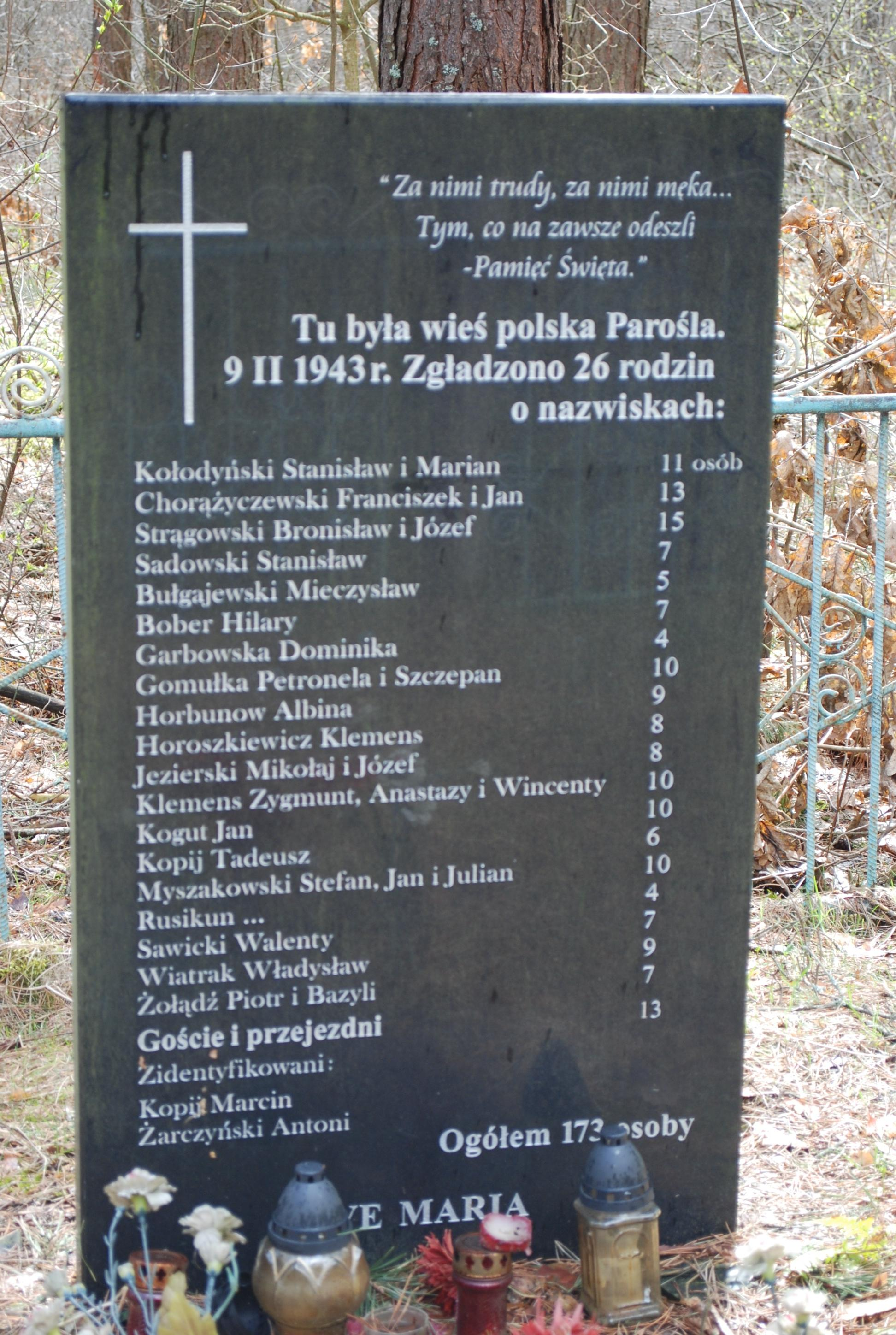
Pamětní deska obětem v obci Parošla

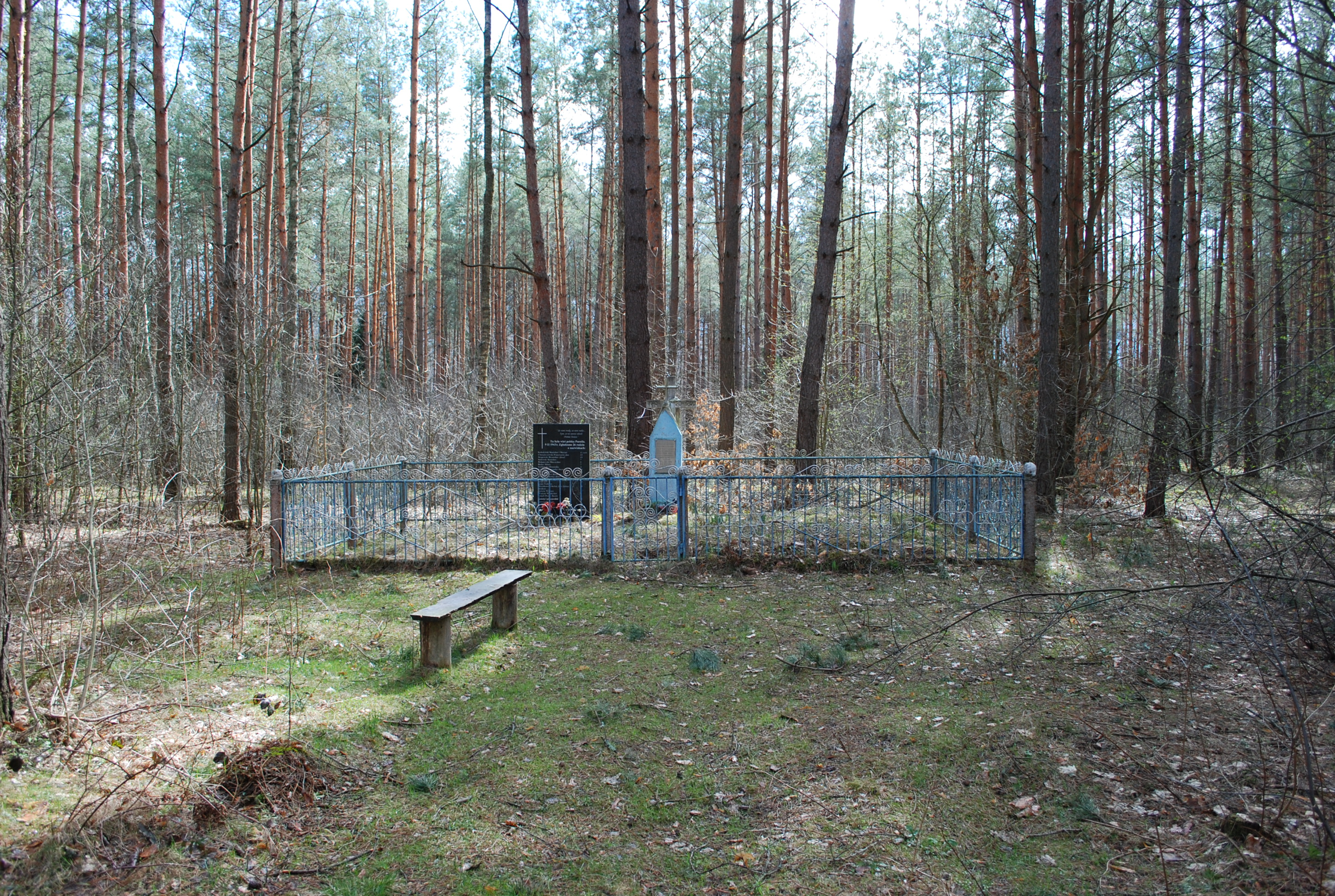
Hromadný hrob obětí v Parošli

Masakr v Parošli je označení pro zločin spáchaný Ukrajinskou povstaleckou armádou (UPA) pod velením Hryhorije Perehiňaka "Dowbeszki-Korobki" (podle Wladyslawa Filara velel Korziuk Fedir vulgo Bark). Masakr proti polskému obyvatelstvu v obci Parošla Antonówka, v okrese Sarny ve Volyni, partyzáni UPA (OUN) provedli 9. února 1943. Počet obětí se odhaduje mezi 149 až 173 zavražděnými osobami, jež byly polské národnosti.
Tento zločin byl první masovou vraždou UPA a je považován za počátek genocidy na Volyni.

## Před masakrem
Polská Parošla se skládala z 26 hospodářství, v nichž žilo asi 130 lidí. Od prosince 1942 hlídky UPA o  síle několika mužů, někdy v přestrojení za sovětské partyzány, opakovaně prošly touto oblastí.
Několik dní před útokem na polskou kolonii Parošla jednotkou „Dovbešky-Korobky“ (první jednotka UPA podléhající Organizaci ukrajinských nacionalistů (OUN, tj. Banderovi)), napadla německou základnu ve Volodymyru. Tam bojovala s pomocným policejními jednotkami složenými z kozáků. Zabit byl jeden Němec a tři kozáci, a šest jich bylo zajato. Na cestě do lesa v Parošli oddíl narazil na skupinu obyvatel (polské národnosti) z Wydyměře, těžících dřevo. Všichni byli zabiti.

## Masakr
Obyvatelé Parošli nečekali nadcházející útok. Jednotka většinou vyzbrojena noži a sekerami snadno vešla do vesnice prohlašujíce, že jsou sovětští partyzáni, a rozestavěla stráže poblíž polských statků. Členové UPA vešli do domů a požadovali večeři. V domě rodiny Kołodyňských vyslýchali a zavraždili šest zajatých kozáků. Příslušníci UPA pak obklíčili vesnici a zastavili každého, kdo chtěl odejít. Po jídle údajní partyzáni prohlásili, že Parošla bude brzy napadena nacisty, a musí chránit vesnici před její pomstou za pomoc partyzánům. Požadovali, aby si všichni Poláci lehli na zem a nechali se svázat. To mělo dokázat, že byli donuceni podporovat partyzány a zachránit je před německými odvetnými akcemi. Obyvatelé obce s tím souhlasili, nebo byli donuceni. Partyzáni ale mluvili ukrajinsky, ne rusky, což zvýšilo podezření některých Poláků.
Svázané a bezbranné obyvatele vesnice útočníci zavraždili noži a sekerami. Usmrtili asi 149–173 osob, včetně žen, dětí a kojenců. Zvlášť zavrženíhodným způsobem zabili místního velitele střeleckého sdružení Walentina Sawického. Podařilo se zachránit pouze dvanácti Polákům (podle jiných zdrojů osmi), většinou dětem. Některé z nich zůstaly po celý zbytek svého života postižené. Majetek zavražděných byl vypleněn a odvezen na saních.
Oběti byly pohřbeny do společného hrobu. Obec Parošla přestala existovat. Útok přežila šestičlenná židovská rodina, která  se schovávala ve sklepě Klementa Horoszkiewicze, a která nebyla vrahy objevena.
Siemaszko udává, že se na zločinu podíleli Ukrajinci žijící v okolních vesnicích, jenž dobře znali zavražděné, a útočníci popsala jako „bulbovce“ (jednotky OUN Tarase Borovce, nazývaného Taras Bulba). Ten však podle jiných zdrojů odmítal masakry Poláků. 

## Po masakru
Poté, co oddíl Perehijniaka opustil vypálenou vesnici Parošla, zavraždil 15 Poláků v Toptach a plánoval také útok na Wydymeř. Nakonec k útoku nedošlo, protože se na místo setkání nedostavila jednotka známá u Ukrajinců pod názvem Mizowiec, a „Dovbeška-Korobka“ nechtěl riskovat, že udeří na vesnici s příliš slabými jednotkami. Proto byla část jednotky rozpuštěna a zbytek se utábořil v lese.
Zprávy o zločinu v Parošli se rozšířily další den, když do vesnice přijel z Wydyměře hospodář na setkání s jedním ze zavražděných, jak se později ukázalo Hilarym Boberem, a do Wydymeru dorazila Maria Bułgajewska, vážně zraněná v Parošli. Do vypálené vesnice začali přicházet i další Poláci z této oblasti. Odváželi zraněné do nemocnice ve Volodymyru a jeli požádat o ochranu Němce z obce Antonówka. Pod jejich ostrahou pohřbili zavražděné a pořídili fotografie obětí.

## Památka zavražděných
Již v roce 1943 byl postaven první kříž na památku mrtvých, který již neexistuje. V lese, na místě bývalé kolonie, vztyčil Ukrajinec Anton Kovalčuk pamětní kříž s informací, že masakr provedli ukrajinští nacionalisté. Nyní je velmi zanedbaný a dosáhnout ho je obtížné.